# VI Giochi paralimpici estivi
I VI Giochi paralimpici estivi furono la sesta edizione dei Giochi paralimpici. Si tennero a Arnhem, nei Paesi Bassi.
Alle Paralimpiadi 1980 presero parte 42 nazioni e 1973 atleti. Come al solito furono gli Stati Uniti a conquistare più medaglie d'oro e a vincere questa edizione. Al secondo e al terzo posto nel medagliere troviamo rispettivamente Polonia e Germania Ovest.

## I Giochi

### Discipline
Gli atleti partecipanti vennero divisi in quattro differenti categorie: amputati, cerebrolesi (presenti per la prima volta), disabili visivi e disabili in carrozzina. Nel programma ufficiale vennero inserite gare nelle seguenti discipline:
- Atletica leggera
- Bocce
- Goalball
- Lotta
- Nuoto
- Pallacanestro in carrozzina
- Pallavolo paralimpica (sitting-volleyball)
- Scherma in carrozzina
- Sollevamento pesi
- Tennistavolo
- Tiro a segno
- Tiro con l'arco
- Tiro del dardo

## Medagliere
| Medagliere     | Medagliere | Medagliere | Medagliere |
| Nazione        | O          | A          | B          |
| -------------- | ---------- | ---------- | ---------- |
| Stati Uniti    | 75         | 66         | 53         |
| Polonia        | 75         | 50         | 52         |
| Germania Ovest | 67         | 48         | 46         |
| Canada         | 64         | 35         | 31         |
| Regno Unito    | 47         | 32         | 20         |
| Paesi Bassi    | 33         | 31         | 36         |
| Svezia         | 30         | 36         | 24         |
| Francia        | 28         | 26         | 31         |
| Messico        | 20         | 16         | 6          |
| Norvegia       | 15         | 12         | 7          |
| Austria        | 14         | 23         | 8          |
| Israele        | 13         | 18         | 15         |
| Belgio         | 13         | 11         | 17         |
| Australia      | 12         | 21         | 17         |
| Svizzera       | 9          | 10         | 10         |
| Giappone       | 9          | 10         | 7          |
| Finlandia      | 7          | 19         | 13         |
| Giamaica       | 7          | 7          | 5          |
| Nuova Zelanda  | 7          | 5          | 6          |
| Italia         | 6          | 5          | 9          |
| Danimarca      | 6          | 4          | 7          |
| Egitto         | 4          | 7          | 3          |
| Argentina      | 4          | 5          | 6          |
| Jugoslavia     | 3          | 5          | 9          |
| Irlanda        | 4          | 2          | 11         |
| Corea del Sud  | 2          | 2          | 1          |
| Kuwait         | 2          | 2          | 1          |
| Indonesia      | 2          | 0          | 4          |
| Spagna         | 1          | 13         | 9          |
| Kenya          | 1          | 2          | 0          |
| Colombia       | 1          | 0          | 1          |
| Islanda        | 1          | 0          | 1          |
| Sudan          | 1          | 0          | 0          |
| Zimbabwe       | 0          | 8          | 4          |
| Bahamas        | 0          | 1          | 2          |
| Hong Kong      | 0          | 1          | 2          |
| Bahamas        | 0          | 1          | 2          |
| Cecoslovacchia | 0          | 1          | 1          |
| Grecia         | 0          | 0          | 1          |
| Lussemburgo    | 0          | 0          | 1          |
| Malta          | 0          | 0          | 1          |